# Akizuki Teijirō
Akizuki Teijirō est un nom japonais traditionnel ; le nom de famille (ou le nom d'école), Akizuki, précède donc le prénom (ou le nom d'artiste).
Pour les articles homonymes, voir Akizuki (homonymie).
Akizuki Teijirō (秋月 悌次郎, 27 juillet 1824-5 janvier 1900) était un samouraï de la fin de l'époque d'Edo au service du clan Matsudaira d'Aizu. Né à Aizuwakamatsu, Akizuki a très vite été repéré comme un brillant élève. Il a étudié à l'école Shoheizaka du shogunat Tokugawa à Edo. Il a servi de conseiller à Katamori Matsudaira, et était présent pendant la majeure partie du mandat de Kyoto shugoshoku de ce dernier de 1862 à 1867. Akizuki était un haut commandant des forces d'Aizu pendant la guerre de Boshin. Après la guerre, il est devenu éducateur, et a travaillé dans les lycées de Kyushu. Plus tard dans sa vie, il fut  collègue de Lafcadio Hearn, qui s'est référé à lui dans ses écritures.